# Ignaz Gyulay
Ignaz Gyulay, avstrijski general, * 11. september 1763, † 11. november 1831.